# WOH WOW/ただ僕がかわった
『WOH WOW／ただ僕がかわった』（ウォーウォウ／ただぼくがかわった）は、福山雅治4枚目のシングル。1991年10月21日発売。発売元はBMGビクター（現・Ariola Japan）。

## 解説
前作「風をさがしてる」から8ヶ月ぶりとなるシングルで、初の両A面シングル。
3rdアルバム『BROS.』からの先行シングル。
福山にとって、初めてオリコンチャートにランクインした作品となった。

## 収録曲
全曲 作詞：福山雅治 / 編曲：後藤次利
1. WOH WOW
（作曲：福山雅治）
ライブで盛り上がりたい一心で作った曲。当時、CDの売り上げが好調ではなかった福山が、「CDが売れないならライブだ!?」という気持ちで書き上げた。これまでの福山の曲は過去を歌ったものが多かったが、この曲は未来をテーマに書かれている[1]。
ミュージックビデオが制作されており、VHS・LD・DVD『BROS.』に収録されている。
2. ただ僕がかわった
（作曲：後藤次利）
これまで福山はミディアム・テンポのポップソングを歌うことにあまり乗り気ではなかったが、歌ってみるとなかなか良い感触が得られたという[1]。歌詞は上京する時に地元長崎に残した恋人の事を歌っており、ライブで披露される時はアコースティック・ギターによる弾き語りで披露される事が多い。

## ミュージシャン
| WOH WOW - Drums:TOSHIYA MATSUNAGA - Bass:TSUGUTOSHI GOTO - Guitar:KENJI OMURA - Keyboards:HARUO TOGASHI - Computer & Synthesizer Programming:TETSUO ISHIKAWA - Background Vocals:SHUJI NAKAMURA / YASUHIKO OTA | ただ僕がかわった - Drum:JUN AOYAMA - Bass:TSUGUTOSHI GOTO - Guitars:KENJI OMURA - Percussions:MOTOYA HAMAGUCHI - Keyboards:TADASHI NANBA - Computer & Synthesizer Programming:GENYA KUWAHARA - Background Vocals:HIROAKI SUZUKI / OSAMU HIKITA |

## 収録アルバム
| WOH WOW - BROS. - M-COLLECTION 風をさがしてる | ただ僕がかわった - BROS. - M-COLLECTION 風をさがしてる - MAGNUM COLLECTION 1999 "Dear" |